# Metro Jets (musikgrupp)
Metro Jets är en grupp vars julsingel "Jingle Jangle Christmas (Hipp Hipp TV Theme)" i december 2006 låg på 40:e plats på försäljningslistan för singlar i Sverige. Deras låt "The Morning Show" användes som vinjettlåt i tv-humorserien Hipp Hipp!. Gruppen består av David Birde (tidigare medlem av Brainpool) och Magnus Börjeson (tidigare i Beagle).